# بخش کیار شرقی
بخش کیار شرقی، یکی از بخش‌های شهرستان کیار در استان چهارمحال و بختیاری ایران است. مرکز این بخش، روستای دزک است.

## تقسیمات کشوری
- بخش کیار شرقی
  - دهستان کیار بالا
  - دهستان کیار شرقی

## جمعیت
بر پایه سرشماری عمومی نفوس و مسکن در سال ۱۳۹۵، جمعیت بخش کیار شرقی برابر با ۷،۶۹۹ نفر بوده‌است.